# Sriranga II
Sriranga II, anche Sriranga Chika Raya (... – 1614), è stato nominato nel 1614 sovrano dell’Impero Vijayanagara dal precedente re Venkata II.
Sriranga era sostenuto da una fazione guidata da Yachamanedu della dinastia Recherla Velama, uno dei viceré e comandanti di Venkata II, ma non fu favorito da una serie di nobili guidati da Gobburi Jagga Raya, fratello (o padre) della regina di Venkata II.
Jagga Raya, con due dei suoi luogotenenti, sequestrò Sriranga II e la sua famiglia, imprigionandoli a Fort Vellore, e incoronando il figlio del precedente imperatore.
Yachamanedu contrario i piani di Jagga Raya tentò di far fuggire il sovrano dalla fortezza, ma fallì. Jagga Raya uccise il re e la sua famiglia.
L'assassinio della famiglia reale creò scompiglio e orrore in tutto il regno, fomentando l'odio nei confronti di Jagga Raya e della sua fazione. Come risultato molti nobili e notabili abbandonarono Jagga Raya unendosi a Yachamanedu, e sostenendo il ritorno ad un legale pretendente al trono.
Sriranga II venne ucciso solo quattro mesi dopo della sua incoronazione, ma uno dei suoi figli, Rama Deva Raya, fuggiti al massacro, gli succedette sul trono di Vijayanagara, dopo aver vinto una cruenta guerra di successione (Battaglia di Toppur) nel 1617.